# Episodi di Jo
La prima ed unica stagione della serie televisiva Jo, composta da otto episodi, è stata trasmessa in anteprima mondiale, in Italia, dal 17 gennaio al 7 marzo 2013 su Fox Crime. In chiaro la serie è andata in onda su Rai Premium dal 7 al 28 gennaio 2015.
| nº | Titolo originale     | Titolo italiano        | Prima TV Francia | Prima TV Italia  |
| -- | -------------------- | ---------------------- | ---------------- | ---------------- |
| 1  | Notre Dame           | Il giudizio universale | 25 aprile 2013   | 17 gennaio 2013  |
| 2  | Pigalle              | Un'infanzia difficile  | 25 aprile 2013   | 24 gennaio 2013  |
| 3  | Place de la Concorde | Incinta di tre mesi    | 2 maggio 2013    | 31 gennaio 2013  |
| 4  | Les Invalides        | Presunto colpevole     | 2 maggio 2013    | 7 febbraio 2013  |
| 5  | Place Vendôme        | Stare al gioco         | 9 maggio 2013    | 14 febbraio 2013 |
| 6  | Le Marais            | Le Marais              | 9 maggio 2013    | 21 febbraio 2013 |
| 7  | The Opera            | L'Opera                | 16 maggio 2013   | 28 febbraio 2013 |
| 8  | The Catacombes       | Catacombe              | 16 maggio 2013   | 7 marzo 2013     |

## Il giudizio universale
- Titolo originale: Notre-Dame
- Diretto da: Charlotte Sieling
- Scritto da: René Balcer

### Trama
Il detective della squadra anticrimine di Parigi Jo Saint-Clair indaga sull'omicidio di un pianista dongiovanni il cui corpo è stato lasciato davanti alla cattedrale di Notre-Dame. I timpani dell'uomo sono stati perforati ed il suo viso è rivolto verso l'angelo che risveglia i defunti raffigurato sul portale del Giudizio Universale. Un biglietto anonimo avvisa Jo della morte di una sua vecchia fiamma e in occasione del funerale rivede dopo dodici anni Adèle, la figlia avuta dalla donna. I tentativi di ricucire un rapporto falliscono rapidamente. Pedinandola, Saint-Clair arriva al centro di recupero per prostitute frequentato dalla madre della ragazza, dove conosce la suora Karyn.

## Un'infanzia difficile
- Titolo originale: Pigalle
- Diretto da: Charlotte Sieling
- Scritto da: René Balcer, Diana Son

### Trama
Dopo essere tornata sulle scene per un evento sulla Torre Eiffel, l'ex modella Nina viene trovata morta appesa alla struttura. Scartata l'ipotesi del suicidio, vengono approfondite le posizioni del compagno Serge, che ultimamente ha ricevuto pressanti richieste di matrimonio, e della sua ex moglie. Karyn organizza un incontro tra Jo, che ha abbandonato alcol e farmaci, e sua figlia Adèle.

## Incinta di tre mesi
- Titolo originale: Concorde
- Diretto da: Kristoffer Nyholm
- Scritto da: René Balcer

### Trama
È trascorsa una decina di giorni dalla domanda di aiuto fatta da Adèle a suo padre per uscire dal tunnel della droga. Jo ospita la figlia a casa sua e continua a tenere lontano il suo compagno spacciatore, ma le richieste della ragazza ed i colloqui con Karyn lo inducono ad allentare la presa. Il suo cambio di stile non è però apprezzato da tutti i vecchi amici. Al lavoro si occupa della morte dello scalatore Bernard Lang, il cui corpo è stato ritrovato ai piedi dell'obelisco di Luxor a Place de la Concorde. Sul manufatto, ad una certa altezza, vengono trovate tracce di materiale adesivo. Saint-Clair sospetta che in quel punto ci fosse stata una telecamera puntata verso una stanza del vicino Hôtel de Crillon. Dalle testimonianze raccolte risulta che nella suite una donna sposata e legata ad una ricca e potente famiglia stesse praticando sesso violento in compagnia di tre uomini, nessuno dei quali era suo marito.
- Altri interpreti: Geraldine Chaplin (Liliane Coberg)

## Presunto colpevole
- Titolo originale: Invalides
- Diretto da: Stephan Schwartz
- Scritto da: René Balcer, Franck Ollivier, Malina Detcheva

### Trama
Il comandante dell'aeronautica Charlotte Dumas viene ritrovata cadavere a Les Invalides. La donna è stata sgozzata e da una mano è stato asportato l'anulare. Il dito, gettato in un cestino dei rifiuti, mostra il segno di un anello mancante. Il ritrovamento sul cellulare della vittima di un messaggio contenente uno sfrontato apprezzamento nei suoi confronti dà il via alle ricerche del suo ammiratore, un focoso sottoposto di origine italiana. L'uomo, che non era ricambiato, indirizza i detective verso un misterioso amante dall'identità segreta, identificato poi nel meccanico della base. L'analisi del suo passato porta Saint-Clair ad un delitto irrisolto di Aix-en-Provence. Dopo aver trovato un lavoro al compagno di Adèle, Yannick, Jo continua a tenerlo d'occhio.

## Stare al gioco
- Titolo originale: Place Vendôme
- Diretto da: Stephan Schwartz
- Scritto da: René Balcer, Ed Zuckerman

### Trama
Il cadavere di un contabile di una gioielleria viene rinvenuto a Place Vendôme. L'uomo era riuscito a trasferire su un conto maltese molti soldi di una filiale estera dell'azienda, utilizzando codici di cui non avrebbe dovuto essere in possesso. Lo strano comportamento della moglie e le incongruenze nel suo racconto degli ultimi giorni attirano l'attenzione degli investigatori, che scoprono che prima di essere uccisa la vittima era stata sequestrata in cambio di un riscatto. Jo affronta Yannick, che confessa di essere ricattato: se non parteciperà ad una rapina ai danni di uno spacciatore, Adèle verrà denunciata per i numerosi furti di medicinali da lei commessi nell'ospedale in cui lavora.

## Le Marais
- Titolo originale: Le Marais
- Diretto da: Kristoffer Nyholm
- Scritto da: René Balcer, Franck Ollivier, Malina Detcheva

### Trama
Indagando sulla morte di un'antiquaria a Place des Vosges, Jo scopre che la donna stava rintracciando la provenienza di alcuni oggetti appartenuti ad una donna ebrea uccisa nel 1944. La vittima si era rivolta all'avvocato statunitense ma di origini francesi David Zifkin, specializzato in materia.
- Altri interpreti: Sam Waterston (David Zifkin), Leslie Caron (Josette Lenoir)

## L'Opera
- Titolo originale: Opera
- Diretto da: Sheree Folkson
- Scritto da: René Balcer, Franck Ollivier, Malina Detcheva

### Trama
Davanti all'Opéra Garnier ad un uomo viene iniettato del veleno per scarafaggi mentre l'attenzione della folla è richiamata dal furto dell'elemosina di una mendicante. La vittima era stato un professore della Sorbona dove aveva avuto una relazione clandestina con una collega. Interrogata dagli investigatori, la donna mostra di nascondere qualcosa, ma i loro sospetti nei suoi confronti cessano quando anche lei muore alla stessa maniera nella metropolitana. Dopo l'assassinio di Yannick, Jo medita vendetta, mentre gli affari interni sospettano un suo coinvolgimento nell'omicidio del ragazzo.

## Catacombe
- Titolo originale: Catacombs
- Diretto da: Sheree Folkson
- Scritto da: René Balcer, Diana Son

### Trama
Nelle catacombe di Parigi viene trovato un cadavere con alcuni tagli che compongono il disegno di un simbolo satanico. Saint-Clair non crede però a questa pista, pensando piuttosto ad un crimine passionale, dato che sul corpo ci sono diversi segni che fanno ipotizzare una condizione di sottomissione masochistica. Identificata, la vittima risulta essere una microbiologa che riteneva di poter estrarre e replicare il batterio della peste dai denti dei teschi conservati nelle catacombe. Mentre Jo continua ad essere interrogato in merito ai suoi rapporti con Charlie, Adèle si rifiuta di parlare con lui. Suo padre, che la fa pedinare per proteggerla da eventuali ritorsioni dei suoi ex amici, chiede l'intervento mediatore di Karyn.
- Altri interpreti: Olivia d'Abo (Madeleine Haynes/Nicole Wallace)
- Nota: il personaggio di Nicole Wallace proviene dalla serie Law & Order: Criminal Intent.